# Фоти Попдимитров
Фоти Попдимитров или Танасков (на гръцки: Φώτιος Παπαδημητρίου, Θανάσκας, Фотиос Пападимитриу, Танаскас) е гъркомански андартски деец от Западна Македония.

## Биография
Попдимитров е роден в гъркоманско семейство в костурското село Апоскеп, тогава в Османската империя, днес в Гърция. В 1903 - 1904 година служи на митрополит Германос Каравангелис като куриер, а по-късно се присъединява към четата на капитан Аристидис Маргаритис. По-късно е в четата на Евтимиос Каудис и с нея през ноември 1904 година участва в клането в българското село Зелениче, а през март 1905 година и в клането в Загоричани.
Убит е в Балканската война.